# ان‌سی‌سی
ان‌سی‌سی (انگلیسی: NCC) شرکت ساخت‌وساز سوئدی است، که در سال ۱۹۸۸ تأسیس شد.